# Флот Украины (газета)
Флот Украины (укр. Флот України) — газета ВМС Украины, существовавшая с 1992 по 2016 год. С момента создания газета базировалась в Севастополе, однако после аннексии Крыма Россией в 2014 году редакция перебазировалась в Одессу. Газета выходила на украинском языке.

## История

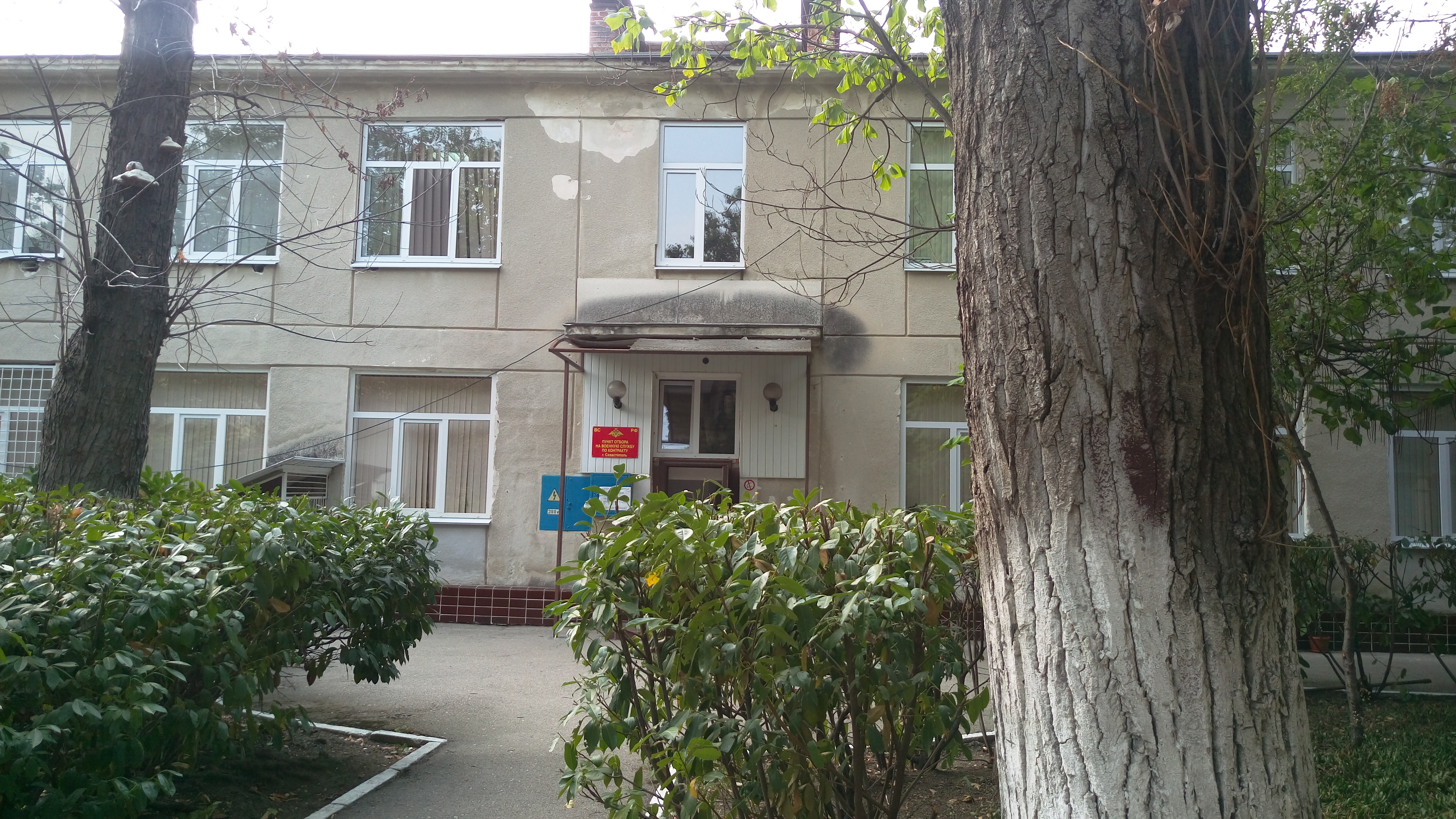
Дом № 3а на улице Коммунистической в Севастополе, где располагалась редакция газеты

Газета «Флот Украины» начала издаваться 8 июля 1992 года. Первым главным редактором стал капитан 1-го ранга Юрий Тимощук. К моменту основания газета выходила на четырёх полосах и имела тираж в 2 тысячи экземпляров. В первое время существования газеты в её редакцию входили не только флотские офицеры, а и армейские, которых Министерство обороны Украины направило в Севастополь. К моменту появления газета не имела собственной типографии и первые выпуски печатались в Ялте. В Севастополе редакция располагалось в доме № 3-а по улице Коммунистической.
С 1996 по 2006 год выходила еженедельно на 16 полосах с тиражом в 6,5 тысяч экземпляров. В 1998 году газета «Флот Украины» первой в Севастополе перешла на цветную полиграфию. По состоянию на 2008 год выходила два раза в неделю тиражом 2 тысячи экземпляров, а в редакции работало порядка 30 человек. В 2009—2010 году газета выходила дважды в неделю. В 2009 году «Флот Украины» имел годовой тираж 23 400, а в следующем — 42 900 экземпляров. Фактическое финансирование на 2009 год составляло 56 тысяч гривен, а к следующему оно было увеличено до 161 тысяч гривен.
В 2002 году издание первым среди севастопольских средств массовой информации открыло собственный сайт, а в 2003 году редакция стала инициатором создания журнала «Морська держава» (с укр. — «Морское государство»). К 2013 году «Флот Украины» являлся единственной военной газетой Украины, имеющий статус международного издания и даже осуществлявшего распространение через каталог изданий в Российской Федерации.
В октябре 2009 года правительство Юлии Тимошенко издало указ о прекращении финансирования газеты «Флот Украины», после чего президент Виктор Ющенко поручил отменить данное решение и заявил о недопустимости закрытия издания.
В ходе событий аннексии Крыма Россией редакция из 17 человек (всего — 24 сотрудника) перебазировалась в Одессу. При этом четверо сотрудников перешли на работу в газету «Народная армия» в Киеве, а двое остались на полуострове. В Одессе газета фактически начала работу без помещения и необходимой материально-технической базы. С началом войны в Донбассе журналисты издания занимались освещением боевых действий. В 2015 году штат газеты был сокращён до 14 офицеров и 6 сотрудников.
На основании директивы от 12 мая 2016 года газета «Флот Украины» была расформирована, а журналистский коллектив вошёл в качестве отдельной редакции военно-морских сил в газету «Народная армия».

## Позиция и критика
Главным идеологическим противником газеты «Флот Украины» выступало издание Черноморского флота РФ «Флаг Родины». В Крыму газета «Флот Украины» фактически являлась второй после «Крымской светлицы» изданием, которое выходило на украинском языке.
В 2006 году журналисты редакции в знак протеста против «информационной войны» в ходе протестов в Феодосии из-за совместных учений с военными из блока НАТО объявили голодовку и призвали «прекратить истерию» вокруг учений Си Бриз. После победы на президентских выборах 2010 года Виктора Януковича, газета раскритиковала новый курс на сближение с Российской Федерацией.

## Награды и премии
- Орден Святого Равноапостольного князя Владимира Великого УПЦ КП (июнь 2002)[1]
- Знак «За заслуги перед городом-героем Севастополем» (август 2002)[1]
- Лауреат международного академического рейтинга популярности и качества «Золота фортуна» в номинации «10 лет независимости Украины» (2002)[1]
- Почётный знак «Украинский орден морской крест» (2004)[1]
- Знак «за заслуги перед ВМС ВСУ» (2005)[1]
- Почётный знак «Государственная погранслужба Украины» (2007)[1]

## Главные редакторы
- Тимощук Юрий, капитан 1-го ранга (1992—1994)[1]
- Мандрыка Виктор, капитан 2-го ранга (1994—1998)[1]
- Шунько Павел, капитан 1-го ранга (1998—2016)[1]